# Едуард Кюннеке
Едуард Кюннеке (нім. Eduard Künneke; 27 січня 1885, Еммеріх-ам-Райн — 27 жовтня 1953, Берлін) — німецький композитор, дирижёр, пианист, автор популярних оперет і опер, музики до кінофільмів, вчений-гуманітарій.

## Біографія
Народився в місті Еммеріх. Навчався музиці в Берліні у Макса Бруха. Потім працював хормейстером у різних музичних театрах Берліна. Після успіху опери «Robins Ende» (1909) Кюннеке стає відомий і як композитор. Тільки в Німеччині ця опера ставилася в 38 театрах.
1921 року Едуардом була написана перша оперета. Вже в наступному році з'являється краща з його оперет, «Кузен нізвідки» (Der Vetter aus Dingsda). Її вишукані барвисті мелодії облітають всю Європу; вони популярні в Німеччині досі.
Кюннеке був одружений з оперною співачкою Катаріною Гарден (Katarina Garden), уродженою Крапоткін (Krapotkin). У них народилася дочка Евелін (1921—2001), яка стала популярною співачкою, актрисою і танцівницею.
1926 року вийшла у світ ще одна прославлена оперета, «Леді Гамільтон».
Кюннеке співпрацював з Максом Райнгардтом (написав музику до його постановки «Фауста» Гете). Як диригента керував виконанням опер та іншої музичної класики. Сам Кюннеке своєю головною справою життя вважав дослідження в галузі гуманітарних наук. Університет Марбурга присвоїв йому почесний докторський ступінь за переклад «Беовульфа».
Після приходу до влади нацистів він 1 травня 1933 року став членом НСДАП (член № 2633895)
У 1949—1965 роках компанія Westdeutscher Rundfunk випускала колекцію альбомів (пластинок) з оперетами Кюннеке.
Едуард Кюннеке помер після тривалої хвороби 27 жовтня 1953 року в західноберлінській клініці Гекесхорн від серцевої недостатності.  Його могила знаходиться на державному кладовищі Геерштрассе в Берлін-Вестенді (місце II-W7-71). Він похований там поруч зі своєю дружиною Катаріною та дочкою Евелін.

## Творчість

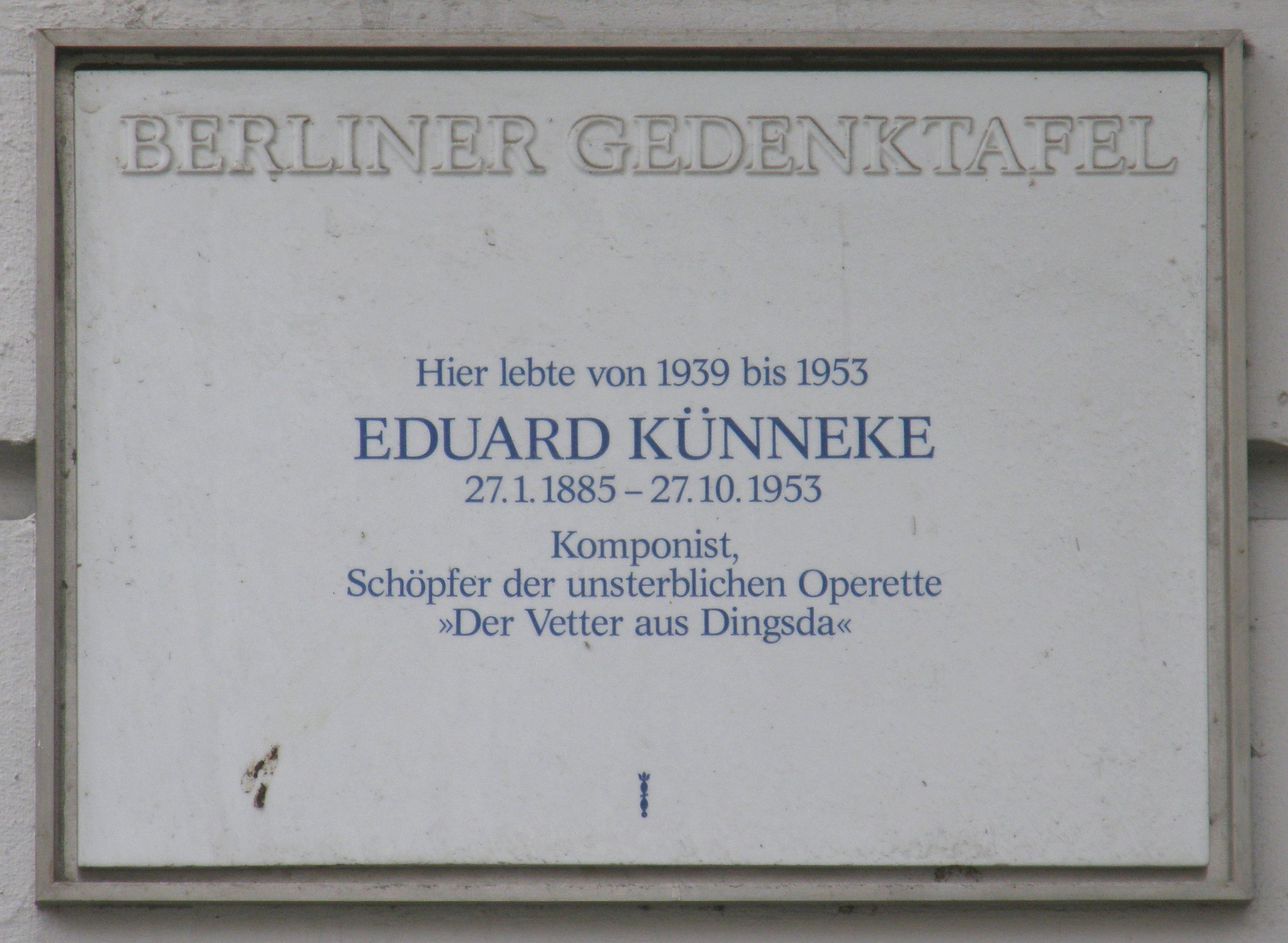
Меморіальна дошка на будинку Кюннеке (Берлін. Giesebrechtstraße 5)

### Опери
- «Кінець Робіна» (Robins Ende), 1909
- «Чирвовий туз» (Coeur As), 1913
- «Надя» (Nadja), 1931
- «Вальтер фон дер Фогельвейде» (Walther von der Vogelweide), 1945

### Оперетиізингшпілі
- «Село без дзвонів» (Das Dorf Ohne Glocke), 1919, зингшпіль
- «Коли прокинеться любов» (Wenn Liebe erwacht), 1920
- «Кузен нізвідки» (Der Vetter aus Dingsda), 1921
- «Die Ehe im Kreise», 1921
- «Закохані» (Verliebte Leute), 1922
- «Леді Гамільтон» (Lady Hamilton), 1926
- «Тенор герцогині» (Der Tenor der Herzogin), 1930
- «Щасливої дороги» (Glückliche Reise, 1932
- «Лізелотта» (Liselott), 1932
- «Die lockende Flamme», 1933
- «Велика грішниця» (Die große Sünderin), 1935
- «Чарівниця Лола» (Zauberin Lola), 1937, зингшпіль
- «Весілля в Самарканді» (Hochzeit in Samarkand), 1938
- «Країна мрій» (Traumland), 1941
- «Весілля з Ерікою» (Hochzeit mit Erika), 1949

### Інструментальні твори
- «Пустотливі роки» (Flegeljahre), три п'єси для оркестру за однойменним романом Жана Поля, тв. 9.
- «Танцювальна сюїта» (Tänzerische Suite), кончерто гроссо в п'яти частинах для джазового ансамблю та великого оркестру, тв. 26 (1929).
- Концерт для фортепіано з оркестром № 1 ля-бемоль мажор, тв. 36 (опублікований у 1935 році у версії для двох фортепіано)

### Фільмографія
- Список фільмів з музикою Кюннеке [Архівовано 7 березня 2016 у Wayback Machine.]

## Записи
- Записані кілька оперет Кюннеке. Також перевидано кілька німих фільмів з його музикою.
- Концерт для фортепіано з оркестром:
  - Tiny Wirtz, Rundfunkorchester des Südwestfunks, диригент Włodzimierz Kamirski (запис 1982). — Koch Schwann CD 3-1372-2 (1997).
  - Ернст Август Квелле[de], Філармонійний оркестр Північнонімецького радіо, диригент Рето Пароларі[de] (радіозапис).
  - Ернст Август Квелле, Мюнхенський філармонійний оркестр, диригент Гайнц Гессе[de] (радіозапис).